# Mystery Writers of America
Mystery Writers of America (MWA) är en organisation för författare av kriminallitteratur eller böcker om kriminallitteratur. Organisationen är baserad i New York.
Organisationens syfte, som det uttrycks på dess webbplats, är "att arbeta för att höja aktningen för författandet av kriminallitteratur och respekten för de som arbetar inom genren".
MWA grundades 1945 av Clayton Rawson, Anthony Boucher, Lawrence Treat och Brett Halliday. Organisationen utdelar årligen Edgarpriset, som tillsammans med brittiska Crime Writers' Associations Dagger-priser räknas som världens mest prestigefulla kriminallitterära priser. Under utdelningen presenteras också MWA:s Grand Master Award för livslångt arbete inom kriminalgenren av särskilt hög kvalitet.
Organisationen erbjuder flera typer av medlemskap:
- Active membership för professionella författare inom genren kriminallitteratur, vars verk publiceras eller produceras i USA, och som är amerikanska medborgare och bosatta i landet.
- Associate membership för professionella inom områden som förlagsverksamhet, bokhandel och så vidare, som är amerikanska medborgare och bosatta i landet.
- Affiliate membership för hittills opublicerade författare eller andra som utför arbete inom genren, inklusive obetalda recensenter, som är amerikanska medborgare och bosatta i landet.
- Corresponding members för personer som uppfyller ovan nämnda krav, men som för närvarande är bosatta utanför USA.